# 岩本弘司
岩本 弘司（、1932年〈昭和7年〉2月9日 - 没年不明）は、日本の元俳優。本名：岩本 弘（いわもと ひろし）。京都府出身。明治大学卒業。

## 人物
父が新東宝の殺陣師であった関係から、自らも東宝に脇役専門のBホーム枠で入社。俳優業とともに時代劇のほかアクション映画の殺陣師としても活躍、最終的には本数契約制のAホームに移る。
さっぱりした人柄で年齢を問わず多くの人から人気があり、「弘チン」の愛称で親しまれていた。東宝で助監督を務めた梶田興治によれば、岩本はバーの店員役が多かったことから「バーテンダー専門俳優」とあだ名されていたという。書籍『ゴジラ大百科 [メカゴジラ編]』では、「男性的で精悍な役柄に持ち味を発揮」と評している。
野球が得意で、元プロ野球選手の手塚勝巳が設立した東宝野球部に大仲清治らとともに所属。
1970年に東宝の俳優専属制度が崩壊し、俳優業を引退。後に、東宝の斡旋で、越後憲と共に東宝本社付近の喫茶店に就職した。
俳優仲間であった加藤茂雄によると、転職後も役者に対する夢を諦めきれず、撮影後に喫茶店を訪れた加藤にいつも「役者で食えるか?」と尋ねていたという。
岩本について後輩のひし美ゆり子は、自身のTwitterで「心臓病のため、40〜50代で急逝した」とツイートしている。

## 出演作品

### 映画
- 次郎長三国志第三部 次郎長と石松（1953年）
- 天晴れ一番手柄 青春銭形平次（1953年） - 飲み屋の客
- 太平洋の鷲（1953年） - 赤城見張員[9]
- 七人の侍（1954年） - 百姓
- 透明人間（1954年） - 靴磨き屋[要出典]
- ゴジラシリーズ
  - ゴジラの逆襲（1955年） - 防衛隊員（上陸用舟艇乗組員[1]）[注釈 1]
  - モスラ対ゴジラ（1964年） - 漁民[出典 3]
- 続宮本武蔵 一乗寺の決斗（1955年）
- 白夫人の妖恋（1956年） - 宋の役人
- 空の大怪獣 ラドン（1956年） - 航空自衛隊隊員[10]
- 眠狂四郎無頼控（1956年）
- 最後の脱走（1957年）
- 下町（1957年）
- 地球防衛軍（1957年） - 安達研究所の所員[要出典]
- 変身人間シリーズ
  - 美女と液体人間（1958年） - 「ホムラ」のボーイ[要出典]
  - 電送人間（1960年） - 警官[9]
- 続ちゃっかり金太（1958年）
- 若い娘たち（1958年）
- 裸の大将（1958年） - 魚吉の板前
- 暗黒街シリーズ
  - 暗黒街の顔役（1959年） - 政
  - 暗黒街の対決（1960年） - 富田
  - 暗黒街の弾痕（1961年） - 志満の手下
- 潜水艦イ-57降伏せず（1959年） - イ-57乗組員[要出典]
- 上役・下役・ご同役（1959年） - 友人
- 日本誕生（1959年） - 大和の兵[11]
- 槍一筋日本晴れ（1959年） - 潮田又之条
- 顔役と爆弾娘（1959年）
- 爆笑水戸黄門漫遊記（1959年）
- 独立愚連隊シリーズ
  - 独立愚連隊（1959年）
  - 独立愚連隊西へ（1960年） - 助手兵
  - どぶ鼠作戦（1962年） - 案内の男
- 国定忠治（1960年） - 民太郎
- 背広三四郎 花の一本背負い（1961年） - 由公
- 顔役暁に死す（1961年） - 池野
- 若大将シリーズ
  - 大学の若大将（1961年） - 田中
  - 銀座の若大将（1962年） - 西田
  - 日本一の若大将（1962年） - 社長
  - エレキの若大将（1965年）
  - レッツゴー!若大将（1967年） - 西北大学のサッカー部員
  - ニュージーランドの若大将（1969年） - カメラマン
- モスラ（1961年） - 第二玄洋丸操舵手[出典 4]
- 紅の海（1961年） - 津久田
- 続新入社員十番勝負 サラリーマン一刀流（1962年）
- 続サラリーマン清水港（1962年）
- 紅の空（1962年） - イナンバ島の男
- 太平洋の翼（1963年） - 森上飛曹
- 戦国野郎（1963年） - 殺される忍者
- 秘剣（1963年）
- 太陽は呼んでいる（1963年） - 大勝組の漁師
- クレージー映画
  - クレージー作戦 くたばれ!無責任（1963年） - プールのチンピラ
  - クレージーの無責任清水港（1966年） - 勘助の子分
  - クレージーだよ 奇想天外（1966年） - 毛利
  - クレージーだよ天下無敵（1967年）[注釈 2]
  - クレージーの殴り込み清水港（1970年） - 次郎長の子分[注釈 3]
- 宇宙大怪獣ドゴラ（1964年） - 宗方博士の助手[9][4]
- 国際秘密警察シリーズ
  - 国際秘密警察 指令第8号（1963年） - クラブのボーイ
  - 国際秘密警察 火薬の樽（1964年） - 世界統一同盟隊員
  - 国際秘密警察 鍵の鍵（1965年） - トンワン人の男
- 侍（1965年） - 浪士
- 100発100中（1965年） - 赤月組子分
- 落語野郎 大爆笑（1967年） - 賭け場の侍
- ザ・タイガース 世界はボクらを待っている（1968年） - 秘密警察員（ロボット）
- ドリフターズですよ!冒険冒険また冒険（1968年） - 記者
- 狙撃（1968年） - 密輸団員
- 愛のきずな（1969年） - あんちゃん
- 水戸黄門漫遊記（1969年） - 刺客
- 野獣の復活（1969年） - 塚本組子分
- 栄光への反逆（1970年） - カラス
- 野獣都市（1970年） - 信之の護衛
- 喜劇 負けてたまるか!（1970年） - 黒井組子分
- 東宝8.15シリーズ
  - 日本のいちばん長い日（1967年） - 近衛師団兵
  - 連合艦隊司令長官 山本五十六（1968年） - 陸軍大尉
  - 日本海大海戦（1969年） - 常陸丸の士官
  - 激動の昭和史 軍閥（1970年） - 伝令兵
  - 激動の昭和史 沖縄決戦（1971年） - 藤田曹長[9]
- 真剣勝負（1971年） - 於六
- だまされて貰います（1971年） - 風間の子分
- 暴力団再武装（1971年） - 倉成 [注釈 4]

### テレビドラマ
- ウルトラシリーズ
  - ウルトラQ 第9話「クモ男爵」（1966年） - 灯台職員[3]・竹井
  - ウルトラマン 第33話「禁じられた言葉」（1967年） - 警官隊隊員
  - ウルトラセブン 第16話「闇に光る目」（1968年） - ヨシダ通信隊員
- 青春とはなんだ 第32話「エレキで助けろ」（1966年） -  金高組弟分
- 快獣ブースカ
  - 第22話「大爆発! ご用心」（1967年） - 魚屋
  - 第41話「宇宙の王様」（1967年） - チャメ星人
- 怪奇大作戦 第18話「死者がささやく」（1969年） - 下田署刑事
- 旗本退屈男 第8話 「濡れ髪人形」（1970年）